# Diocesi di Eséka
La diocesi di Eséka (in latino Dioecesis Esekanensis) è una sede della Chiesa cattolica in Camerun suffraganea dell'arcidiocesi di Douala. Nel 2021 contava 137.145 battezzati su 254.270 abitanti. È retta dal vescovo François Achille Eyabi.

## Territorio
La diocesi comprende il dipartimento di Nyong e Kéllé nella regione del Centro in Camerun.
Sede vescovile è la città di Eséka, dove si trova la cattedrale di Nostra Signora di Fatima.
Il territorio è suddiviso in 35 parrocchie.

## Storia
La diocesi è stata eretta il 22 marzo 1993 con la bolla Pro gravissimo Nostro munere di papa Giovanni Paolo II, ricavandone il territorio dall'arcidiocesi di Douala.

## Cronotassi dei vescovi
Si omettono i periodi di sede vacante non superiori ai 2 anni o non storicamente accertati.
- Jean-Bosco Ntep (22 marzo 1993 - 15 ottobre 2004 nominato vescovo di Edéa)
- Dieudonné Bogmis † (15 ottobre 2004 - 25 agosto 2018 deceduto)
  - Sede vacante (2018-2020)
- François Achille Eyabi, dal 14 novembre 2020

## Statistiche
La diocesi nel 2021 su una popolazione di 254.270 persone contava 137.145 battezzati, corrispondenti al 53,9% del totale.
| anno | popolazione | popolazione | popolazione | presbiteri | presbiteri | presbiteri | presbiteri                | diaconi | religiosi | religiosi | parrocchie |
| anno | battezzati  | totale      | %           | numero     | secolari   | regolari   | battezzati per presbitero | diaconi | uomini    | donne     | parrocchie |
| ---- | ----------- | ----------- | ----------- | ---------- | ---------- | ---------- | ------------------------- | ------- | --------- | --------- | ---------- |
| 1999 | 112.000     | 200.000     | 56,0        | 29         | 29         |            | 3.862                     | 4       |           | 29        | 19         |
| 2000 | 114.000     | 207.000     | 55,1        | 30         | 30         |            | 3.800                     | 4       |           | 30        | 19         |
| 2001 | 114.000     | 200.000     | 57,0        | 27         | 26         | 1          | 4.222                     | 4       | 1         | 26        | 19         |
| 2002 | 114.000     | 200.000     | 57,0        | 41         | 37         | 4          | 2.780                     | 4       | 17        | 27        | 19         |
| 2003 | 114.000     | 200.000     | 57,0        | 79         | 73         | 6          | 1.443                     | 4       | 8         | 42        | 20         |
| 2004 | 114.000     | 200.000     | 57,0        | 43         | 40         | 3          | 2.651                     | 3       | 3         | 39        | 21         |
| 2006 | 118.000     | 208.000     | 56,7        | 47         | 44         | 3          | 2.510                     | 3       | 17        | 47        | 21         |
| 2013 | 125.000     | 216.000     | 57,9        | 50         | 49         | 1          | 2.500                     | 2       | 1         | 25        | 34         |
| 2016 | 123.072     | 228.319     | 53,9        | 54         | 54         |            | 2.279                     | 2       |           | 12        | 35         |
| 2019 | 130.500     | 242.000     | 53,9        | 58         | 58         |            | 2.250                     | 2       |           | 14        | 36         |
| 2021 | 137.145     | 254.270     | 53,9        | 51         | 51         |            | 2.689                     | 1       |           | 15        | 35         |